# Ямное (Икрянинский район)
Ямное — село в Икрянинском районе Астраханской области России. Входит в состав Маячнинского сельсовета.

## История
В «Списке населенных мест Российской империи» 1859 года Ямный упомянут как владельческий рыболовный завод Астраханского уезда (2-го стана) при реке Бахтемир , расположенный в 50 верстах от губернского города Астрахани. В Ямном имелось два двора и проживало 16 человек (6 мужчин и 10 женщин).
В другом районе Астраханской области — Володарском — расположено одноимённое село Ямное, что не раз приводило к различным конфузам. Так, в раннесоветские годы из областного центра отправилась баржа, которая должна была доставить стройматериалы в Ямное Володарского района для постройки здания школы, но капитан судна неправильно понял отправителя и доставил их в другое Ямное, где школа уже была.

## География
Село находится в юго-западной части Астраханской области, на левом берегу Волги, на расстоянии примерно 9 километров (по прямой) к юго-юго-западу (SSW) от села Икряное, административного центра района. Абсолютная высота — 20 метров ниже уровня моря. Климат умеренный, резко континентальный. Характеризуется высокими температурами летом и низкими — зимой, малым количеством осадков, а также большими годовыми и летними суточными амплитудами температуры воздуха.

## Население
| 2002 | 2010 |
| ---- | ---- |
| 502  | ↘461 |

По данным Всероссийской переписи, в 2010 году численность населения села составляла 461 человек (212 мужчин и 249 женщин). Согласно результатам переписи 2002 года, в национальной структуре населения русские составляли 92 %.

## Инфраструктура
В селе функционируют основная общеобразовательная школа, фельдшерско-акушерский пункт (филиал ГБУЗ «Икрянинская районная больница») и дом культуры.

## Улицы
Уличная сеть села состоит из 11 улиц.